# Q-Board
Q-Board（キューボード）は、福岡証券取引所が開設する新興企業向けの株式市場である。2000年5月11日に開設され、近畿・中国・九州地方に本社を構える企業が上場している。

## 概要
上場企業は、九州周辺（九州・沖縄・中国および四国地方）に本店を有する企業および九州周辺以外に本店を有する場合であり、九州周辺において事業活動の実績があり、今後具体的な事業計画を有している企業に限られている。TOKYO AIM市場（現在のTOKYO PRO Market市場）が登場するまで日本の証券市場としてはもっとも上場数値基準が緩い市場であった。（株主資本が正であり、株式時価総額が2億円以上など）